# Wiktor Alexandrowitsch Hartmann

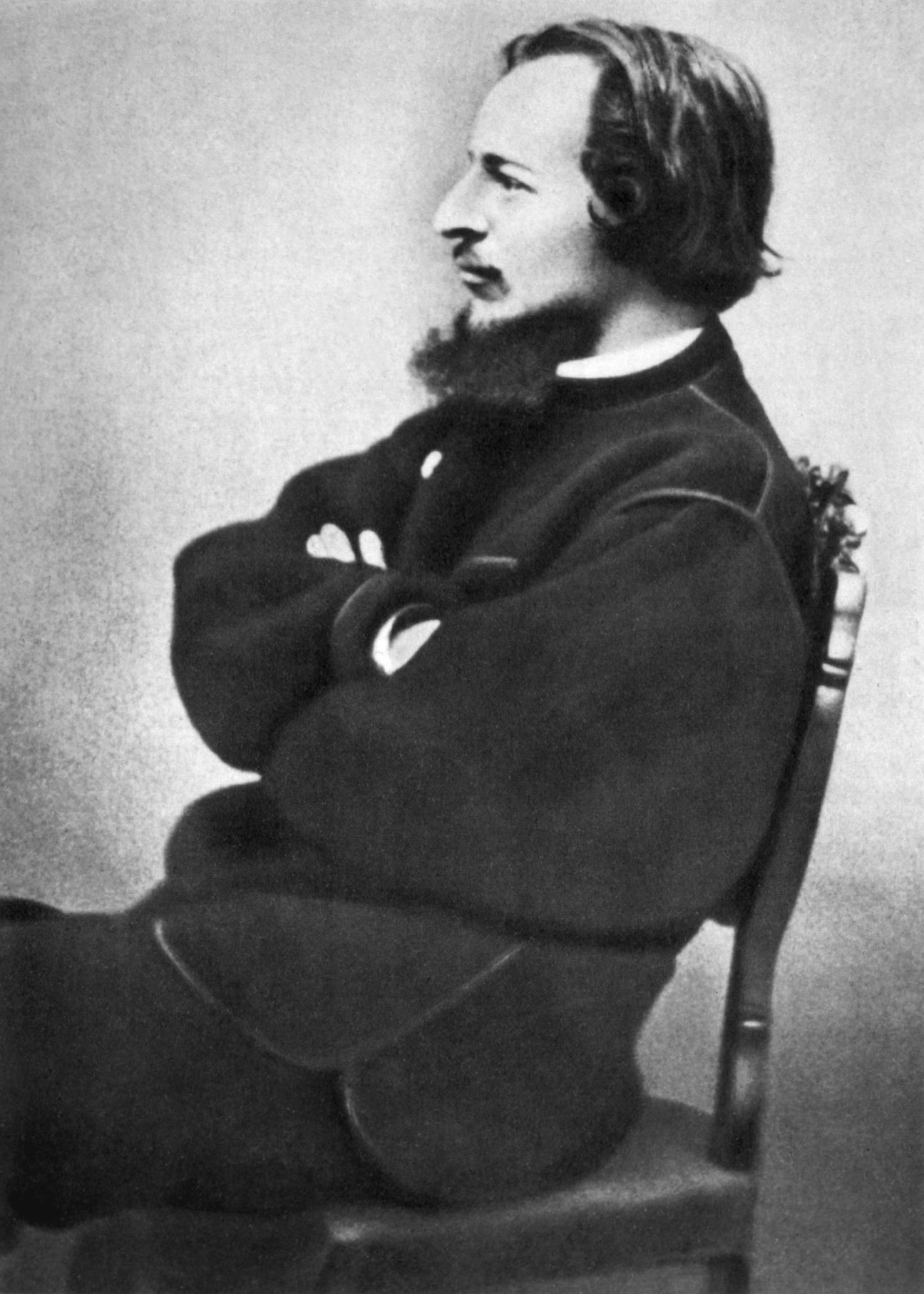
Viktor Hartmann

Wiktor Alexandrowitsch Hartmann (russisch Виктор Александрович Гартман; * 23. Apriljul. / 5. Mai 1834greg. in Sankt Petersburg; † 23. Julijul. / 4. August 1873greg. in Kirejewo bei Moskau) war ein russischer Architekt, Bildhauer und Maler deutscher Abstammung.

## Leben
Der früh verwaiste Hartmann wuchs in St. Petersburg im Hause eines Onkels, eines bekannten Architekten, auf. Er studierte an der Akademie der Künste in Sankt Petersburg und trat zuerst mit Buchillustrationen hervor. Auch als Architekt arbeitend trug er unter anderem zum 1862 eingeweihten Nationaldenkmal Tausend Jahre Russland in Nowgorod bei. Auf Auslandsreisen in den Jahren 1864 bis 1868 entstanden die meisten Aquarelle und Bleistiftzeichnungen. Als einer der ersten Künstler nahm er traditionelle russische Motive in sein Werk auf.
Nachdem Wladimir Stassow Hartmann in die Gruppe der Fünf um Mili Balakirew eingeführt hatte, war er seit 1870 ein besonders enger Freund des Komponisten Modest Mussorgski. Nach Hartmanns frühem Tode im Alter von nur 39 Jahren wurden im Februar und März 1874 in der Akademie der Künste in St. Petersburg über 400 Bilder ausgestellt, die Mussorgski zur Komposition Bilder einer Ausstellung anregten; ein Großteil der diesem Zyklus zugrundeliegenden Arbeiten ist allerdings verschollen.

## Galerie

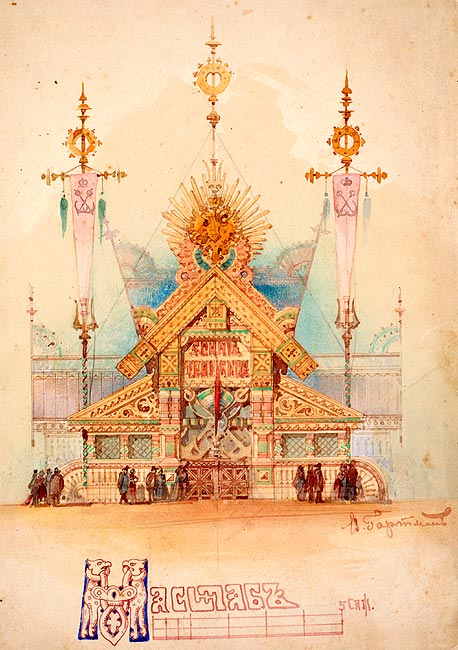
Design im Rahmen der Wiener Weltausstellung 1873.
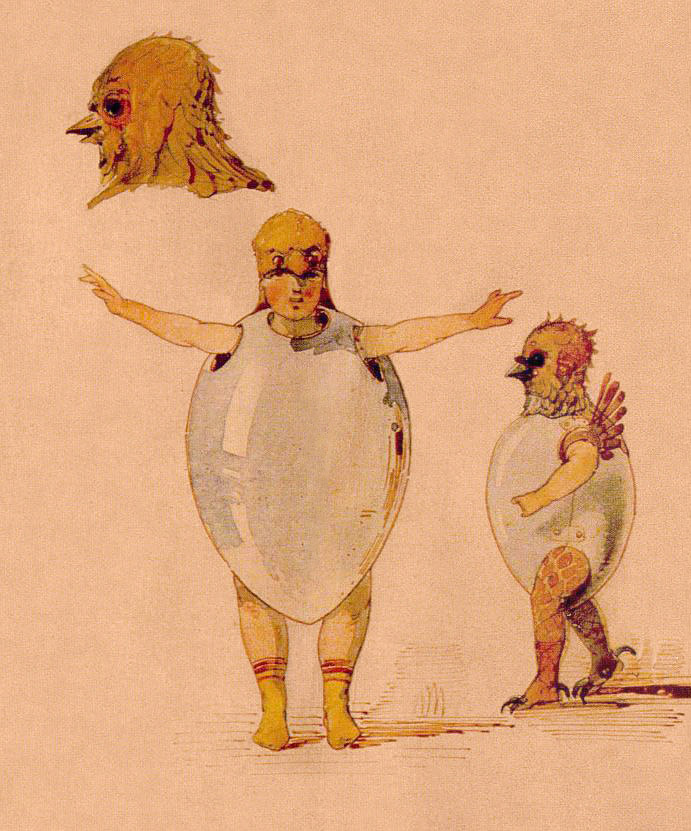
Kostümskizzen für das Ballett Trilby von Marius Petipa und Yuli Gerber
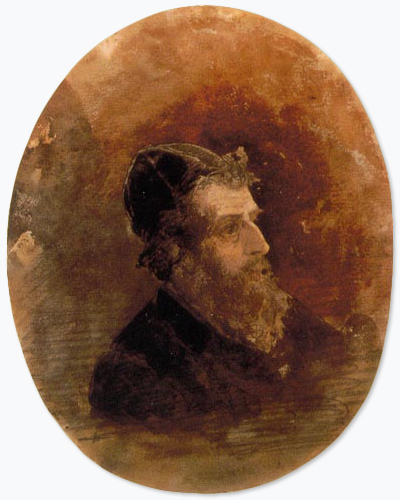
Reicher Jude
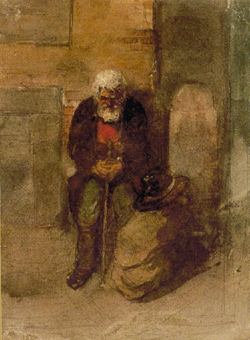
Armer Jude
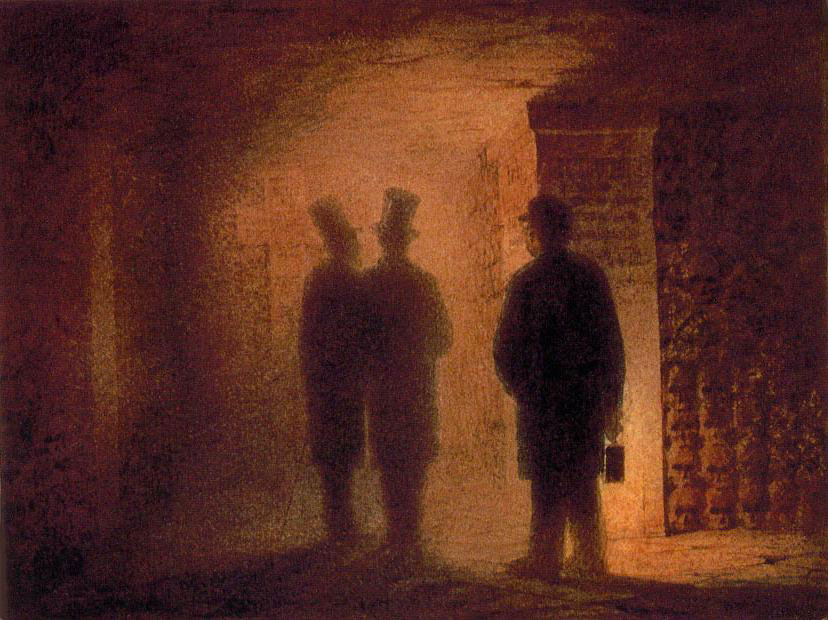
Die Katakomben von Paris
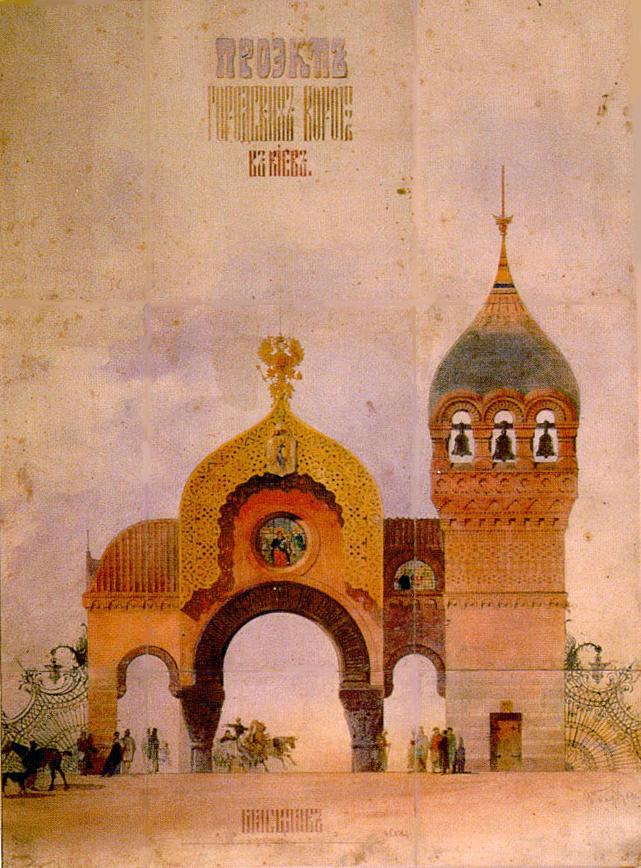
Entwurf für ein Stadttor in Kiew